# Solitanea defricata
Solitanea defricata là một loài bướm đêm trong họ Geometridae.